# Arundel
Arundel – miasto w Wielkiej Brytanii. w Anglii w hrabstwie West Sussex. Położone jest nad rzeką Arun. Populacja miasta wynosi 3408 mieszkańców. W mieście znajduje się Katedra Matki Bożej i św. Filipa Howarda w Arundel.

## Nazwa
Oficjalna wymowa nazwy to /ˈærəndəl/, lokalnie również /ˈɑ(r)ndl/. Wymowa /ə'rʌnd(ə)l/ stosowana jest do amerykańskich miast o tej nazwie. Miasto nadało nazwę rzece, która wcześniej nazywała się Tarrant i jest znana jako druga rzeka w Anglii z najszybszym nurtem.

## Historia
Na terenie miasta odkryto szczątki z okresu prehistorycznego. W czasach rzymskich znajdowała się tu duża willa rzymska. W Domesday Book zapisana jako burh. W średniowieczu było niewielkim centrum osadnictwa żydowskiego. Miasto strawione zostało przez pożary w latach 1338 i 1344. Przełom nastąpił w XIX wieku, kiedy Arundel został lokalnym centrum handlowym. Wtedy też nastąpił rozwój turystyki.